# Ferdinand Licht
Ferdinand Licht (* 12. April 1748 in Troppau, Österreichisch Schlesien; † 29. März 1822 in Brünn, Mähren) war ein österreichischer Maler.

## Leben und Wirken
Licht war ein Schüler des Malers Ignaz Günther, der nicht mit dem auch in Mähren wirkenden Bildhauer gleichen Namens identisch ist. Über Lichts Leben ist wenig bekannt. Er ließ sich bald in Brünn nieder, wo er bis zu seinem Tode lebte. Lichts religiöse Gemälde lehnten sich an barocke Traditionen an. Einer seiner Schüler war der mährische Porträtmaler J. Gebhardt.
Ferdinand Licht schuf vor allem Personenbildnisse, Altarblätter und Staffeleigemälde. Sein Wirkungskreis erstreckte sich über Mähren und Schlesien. Der Maler Ignaz Licht, der das Hauptaltarblatt für die Kirche von Unterbobrau (Dolní Bobrová) schuf, könnte sein Bruder gewesen sein.

## Werke (Auswahl)
- Porträt des Nikolaus Kondé de Pókatelek, 1795, Galéria mesta Bratislavy[1]
- Porträt des Propstes Johann Schober, zwischen 1790 und 1800, Galéria mesta Bratislavy[2]
- Zwei Altarblätter für die Kirche in Obrowitz (Zábrdovice)
- Zwei Altarblätter für die Kirche der Unbefleckten Empfängnis Mariä in Schollschitz (Želešice)
- Altarblätter für die Kirche St. Gotthard in Mödritz (Modřice)
- Hochaltarblatt des hl. Laurentius für die Kirche in Zöptau (Sobotín)
- Altarblatt für die Kirche St. Bartholomäus in Bobruwka (Bobrůvka)
- Altarblatt der hll. Philippus und Jakobus für die Kirche der hll. Philippus und Jakobus in Unterniemtschi (Dolní Němčí)
- Zyklus von fünf Gemälden für die Kirche des hl. Laurentius in Pischcz (Píšť), 1784